# Шумки (Свердловская область)
Шумки — упразднённая в 1977 году деревня в Ирбитском районе Свердловской области России. Вошла в состав села Анохинское.

## География
Находится примерно в 57 километрах на юго-юго-востоке от города Ирбит (по автомобильной дороге — 67 километров), в верхнем течении на правом берегу реки Мостовушка (правого притока реки Ляга).

## История
В 1977 году Шумки была присоединены к селу Анохинское как слившаяся с ним деревня.

## Транспорт
Вдоль села Анохинское проходит автодорога Камышлов — Ирбит.